# کایزرپفالتس (زاکسونی)-آنهالت
کایزرپفالتس (زاکسونی)-آنهالت (به آلمانی: Kaiserpfalz) یک شهر در آلمان است که در بورگنلاندکرایس واقع شده‌است. کایزرپفالتس ۱٬۸۸۹ نفر جمعیت دارد.